# 4838 Billmclaughlin
4838 Billmclaughlin è un asteroide della fascia principale. Scoperto nel 1989, presenta un'orbita caratterizzata da un semiasse maggiore pari a 2,3532405 UA e da un'eccentricità di 0,1429000, inclinata di 8,88084° rispetto all'eclittica.